# Мундус
Мундус (лат. Mundus — всесвіт, світовий порядок, Земля), також лат. Mundus Cereris (Світ Керери, Церери) — за Плутархом це печера, шахта яку визначив Ромул при заснуванні міста Рима і у яку всі жителі дарували необхідні та корисні речі.
Шахта виглядала напівкруглою. Вона посвячена манам (dii manes) — духам померлих та була закрита цілий рік каменем (Lapis manalis). Відкривали Мундус лише 3 рази у рік. Варрон казав, що коли Мундус стоїть відкритим, то були і відкриті двері у потойбічний світ. У цей час було заборонено виступати на війну.
лат. «Mundus cum patet, deorum tristium atque inferum quasi ianua patet: propterea non modo praelium committi, verum etiam dilectum rei militaris causa habere, ac militem proficisci, navem solvere, uxorem liberum quaerendorum causa ducere, religiosum est.» (Варрон за  Макробієм 1, 16, 18).
Визначають часткову ідентичність Mundus Cereris з Umbilicus urbis оскільки Umbilicus надбудований над Мундусом. Залишається непевним чи Ромул робив жертви Керері чи святкував її як Terra Mater на Мундусі.